# Песнь о зубре
«Песнь о зубре» — советский мультфильм, выпущенный в 1982 году киностудией «Беларусьфильм» по мотивам произведения «Песня про зубра» белорусского поэта Миколы Гусовского.

## Съёмочная группа
| Режиссёр-постановщик    | Олег Белоусов                                                                        |
| Автор сценария          | Олег Белоусов                                                                        |
| Оператор-постановщик    | Михаил Комов                                                                         |
| Художник-постановщик    | Вячеслав Тарасов                                                                     |
| Композитор              | Леонид Захлевный                                                                     |
| Стихи читает            | Виктор Тарасов                                                                       |
| Звукооператор           | Борис Шангин                                                                         |
| Художник-мультипликатор | В. Бакунович, А. Горулёв, Виктор Довнар, Сергей Кишов, Ирина Кодюкова, Анна Лысятова |
| Редактор                | Л. Балашова                                                                          |
| Директор                | Леонарда Зубенко                                                                     |